# Preflight
Ein Preflight (engl. Vor-Flug-Kontrolle) ist im Druckwesen die softwareseitige Interpretation und Prüfung von Satz- und Bilddaten oder PDFs nach vordefinierten Regeln: eine Vor-PDF- oder Vor-Druck-Kontrolle. Standardprüfungen bei Satzdaten sind: Befinden sich alle Bilddaten im Zugriff? Sind erforderliche Schriften aktiviert? Analog bei PDF-Dateien: Sind die Farbräume korrekt zugewiesen? Sind Schriften oder Linien/Konturen vektorisiert oder verpixelt worden? Haben alle Bilddaten die erforderliche Auflösung? Sind (die richtigen) Sonderfarben im Dokument enthalten? Stimmt die Überfüllung (Trapping)?

## Programme für den Preflight offener Dateien
Als offene Dateien werden Layout-Dokumente sowie zugehörige Bilddateien, Grafiken und Schriftarten aus Desktop-Publishing-Programmen wie beispielsweise InDesign, QuarkXPress oder Scribus bezeichnet. Alle drei Programme besitzen eine eigene Preflight-Funktion: InDesign und Scribus bezeichnen diese als „Preflight“; in QuarkXPress ist sie Teil der sogenannten „Job Jacket“-Funktion.

## Programme für den PDF-Preflight
- Apache Preflight
- Asura
- callas pdfToolbox
- FlightCheck Professional
- FlightCheck Online
- pdfInspektor
- PitStop Professional
- Prinect PDF Toolbox
- Prinect Prepress Manager
- Prinergy
- Puzzleflow
- Speedflow

Adobe Acrobat besitzt seit Version 6 in der „Professional“-Version eigene Preflight-Funktionen. Diese wurden durch Callas Software GmbH entwickelt.